# Petar Đirlić
Petar Đirlić (Spalato, 27 maggio 1997) è un pallavolista croato, opposto della Lube.

## Carriera

### Club
La carriera di Petar Đirlić inizia nella stagione 2013-14 nella Mladost Kaštela, nella 1.A Liga croata, a cui resta legato per quattro annate, vincendo quattro campionati consecutivi. Nella stagione 2017-18 si accasa all'ACH Volley, militante in 1. DOL: con la squadra slovena conquista tre Coppe di Slovenia, tre scudetti e due Middle European League, venendo premiato nell'edizione 2019-20 come MVP.
Nella stagione 2020-21 viene ingaggiato dal club italiano della Callipo, in Superlega, campionato dove milita anche nella stagione seguente, ma questa volta con la Top Volley Latina: nell'annata 2022-23, terminati gli impegni con il club laziale, si aggrega alla squadra qatariota del Police. Ritorna in Superlega anche per il campionato 2023-24, questa volta vestendo la maglia della Powervolley Milano, mentre nell'annata successiva indossa quella della Lube, nella stessa divisione, con cui vince la Coppa Italia.

### Nazionale
Dal 2014 al 2016 viene convocato nella nazionale under 20, nel 2015 è in quella under 19, nel 2016 in quella under 23 e nel 2017 gioca in quella under 21.
Ottiene le prime convocazioni nella nazionale maggiore nel 2015, aggiudicandosi in seguito la medaglia d'oro all'European Silver League 2018. Nel 2022 conquista la medaglia di bronzo all'European Golden League e quella d'oro ai XIX Giochi del Mediterraneo, mentre nel 2023 bissa il bronzo all'European Golden League, competizione nella quale conquista l'argento nell'edizione 2024.

## Palmarès

### Club
- Campionato croato: 4

2013-14, 2014-15, 2015-16, 2016-17
- Campionato sloveno: 3

2017-18, 2018-19, 2019-20
- Coppa di Slovenia: 3

2017-18, 2018-19, 2019-20
- Coppa Italia: 1

2024-25
- Middle European League: 2

2018-19, 2019-20

### Nazionale (competizioni minori)
- European Silver League 2018
- European Golden League 2022
- Giochi del Mediterraneo 2022
- European Golden League 2023
- European Golden League 2024

### Premi individuali
- 2020 - Middle European League: MVP